# Class 375
Pour les articles homonymes, voir Class.
La Classe 375 Electrostar est une série de rames automotrices électriques britanniques, construites par Bombardier Transport (précédemment ADtranz) dans son usine de Derby (Angleterre), entre 1999 et 2005. La famille des Electrostars, qui comprend aussi les classes 357, 376, 377, 378, 379 et 387, est la plus importantes de celles construites depuis la privatisation des chemins de fer britanniques.

## Description
Comme toutes les automotrices britanniques alimentées par troisième rail, une des caisses de chaque rame réserve l'emplacement d'un pantographe, permettant une conversion future pour fonctionner sous courant monophasé et caténaires. Bien que la majorité des rames fonctionne seulement sous courant continu, la série est numérotée dans la tranche des 300 normalement utilisée pour les automotrices 25 kV monophasé.
Les rames de la série 375 de la Southern ont été converties en Class 377. Les ex-375, qui s'apparentent au 377/3 de la Southern, mélangent des sièges de couleurs grise, prune et bleue, contrairement aux 377/2 et 377/4 (il y a deux lots de 377/1 : les 101 à 139 ont toutes des sièges de couleurs variées, alors que les 140 à 169 ont des sièges uniformément vert).
Les types 375/3, 375/6 et 375/7 ont tous des phares plus petits et un intérieur un peu différent des 375/8 et 375/9. Les 375/3, 375/6 et 375/7 ont des porte-bagages en verre, et les barres de maintien sont courbées vers le bas.
Les class 375/8 et 375/9 ont des porte-bagages ajourés, et les barres de maintien sont droites vers le bas. Les 375/9 se distinguent des autres sous-séries par leur disposition des sièges en 2+3. L'aménagement intérieur est lui aussi différent : les sièges sont plus droits et moins confortables que ceux des 375/3, 375/6, 375/7 ou 375/8, mais l'espace pour les genoux est meilleur. Les 375/9 ont été conçus pour les trains de banlieue en heures de pointe.
À l'extérieur d'une 375/8 ou d'une 375/9, il y a de très petites différences de phares : les 375/8 et 375/9 ont de plus grands phares de technologie LED, qui peuvent aussi bien s'allumer en rouge ou en blanc.
Le Class 375 est le principal nouveau train utilisé par Southeastern, et a remplacé les matériels anciens dérivés des Mark 1 sur les services grandes lignes vers le Kent ; les attelages Tightlock de toutes les rames Southeastern ont été remplacés par des Dellner, mais contrairement au parc Southern, ils n'ont pas été reclassés en 377. Les sous-séries 375/8 et 375/9 ont été équipées d'attelages Dellner de construction.

## Dessertes assurées par les Class 375

### Grandes lignes
- Charing Cross / Cannon Street – Tunbridge Wells et Hastings (services rapides),
- Charing Cross / Cannon Street – Ramsgate via Tonbridge and Folkestone Central
- Victoria – Ramsgate et Dover Priory via Chatham
- Cannon Street - Ashford via Maidstone East
- Cannon Street - Ramsgate via Swanley
- Charing Cross - Dover Priory via Ashford International

### Grande banlieue

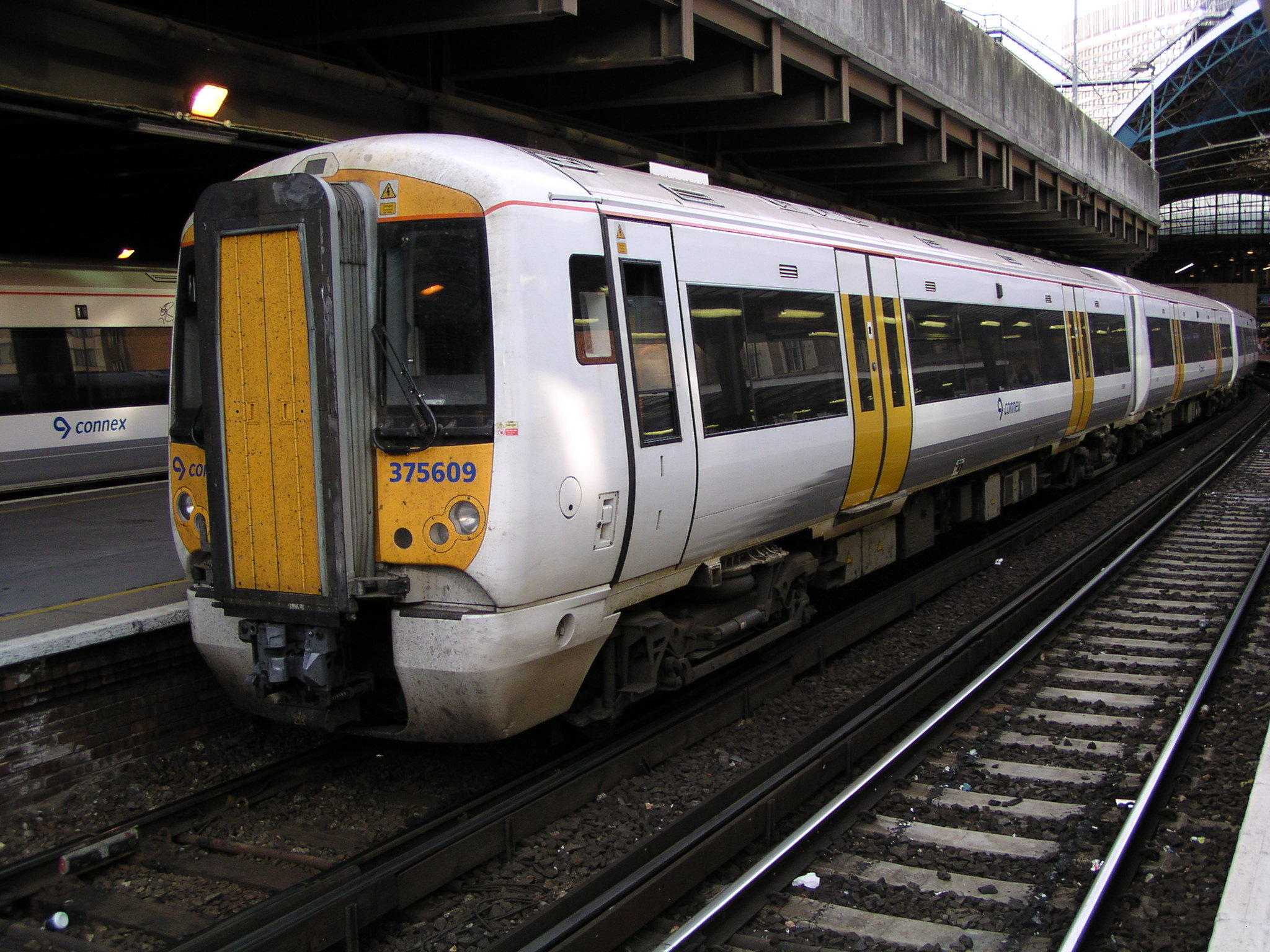
La rame de type 375/6 n°375609 à Londres-Victoria.

La desserte des lignes de grande banlieue suivante est assurée par les Electrostars, de manière interchangeable avec les rames de type Class 465/9 :
- Charing Cross / Cannon Street – Tunbridge Wells
- Charing Cross / Cannon Street – Ashford via Sevenoaks,
- Victoria / Blackfriars – Ashford, via Maidstone East.

## Sous-séries
| Class       | Type            | Compagnie    | Effectif | Année de construction | Voitures par rame | Numérotaton | Notes                                              |
| ----------- | --------------- | ------------ | -------- | --------------------- | ----------------- | ----------- | -------------------------------------------------- |
| Class 375/3 | Express         | Southeastern | 10       | 2001-2002             | 3                 | 375301-310  | 28 Rames Southern reclassifiées Classe 377 en 2005 |
| Class 375/6 | Express         | Southeastern | 30       | 1999-2001             | 4                 | 375601-630  | Rames Bi-courant                                   |
| Class 375/7 | Express         | Southeastern | 15       | 2001-2002             | 4                 | 375701-715  | -                                                  |
| Class 375/8 | Express         | Southeastern | 30       | 2004-2005             | 4                 | 375801-830  | -                                                  |
| Class 375/9 | Grande banlieue | Southeastern | 27       | 2003-2004             | 4                 | 375901-927  | -                                                  |

## Galerie

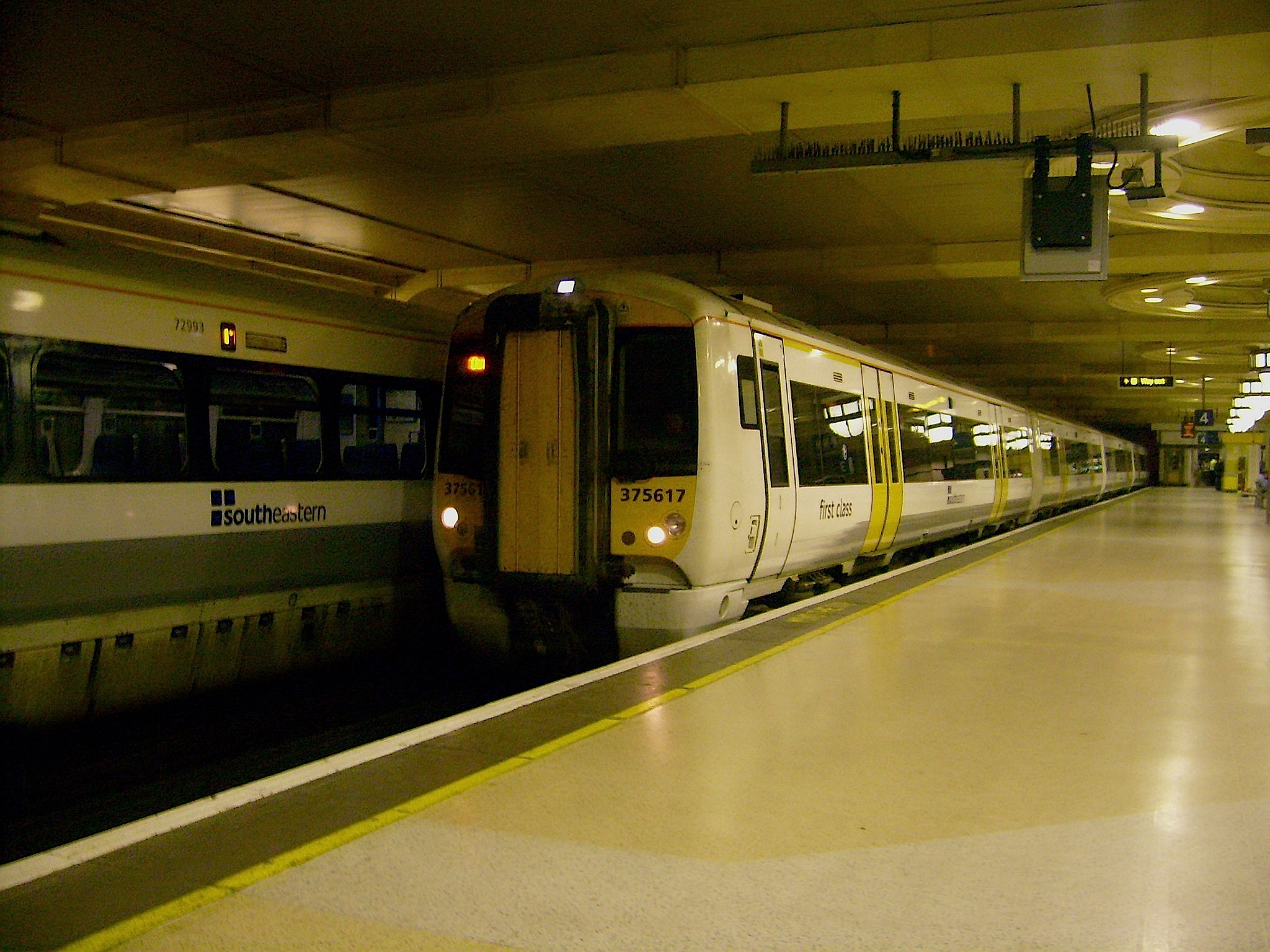
La rame de type 375/6 Electrostar n° 375617 au départ de London Charing Cross.
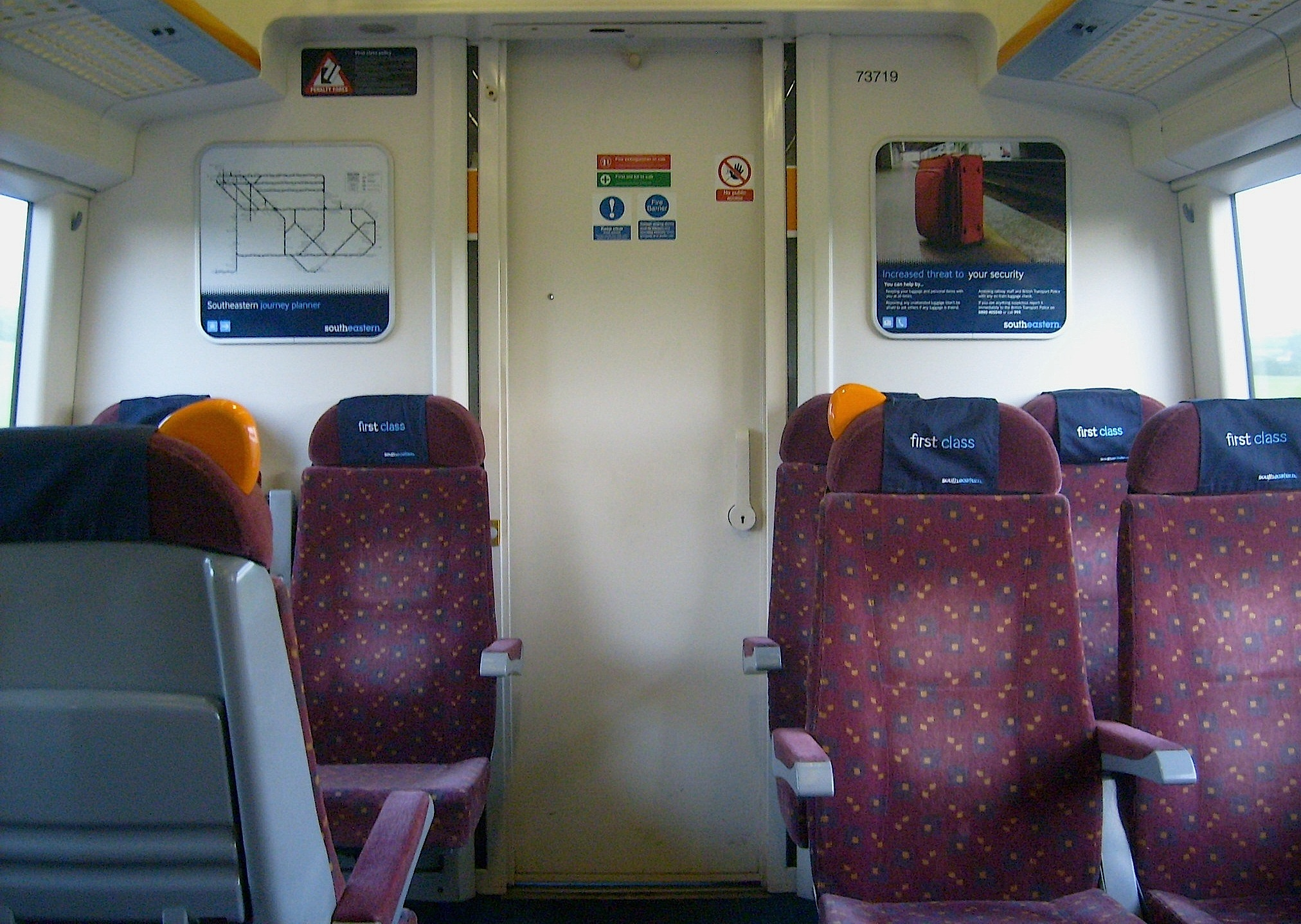
L'intérieur d'un compartiment de première classe d'un Class 375 Electrostar de la Southeastern, montrant l'habillage des sièges de couleur prune.
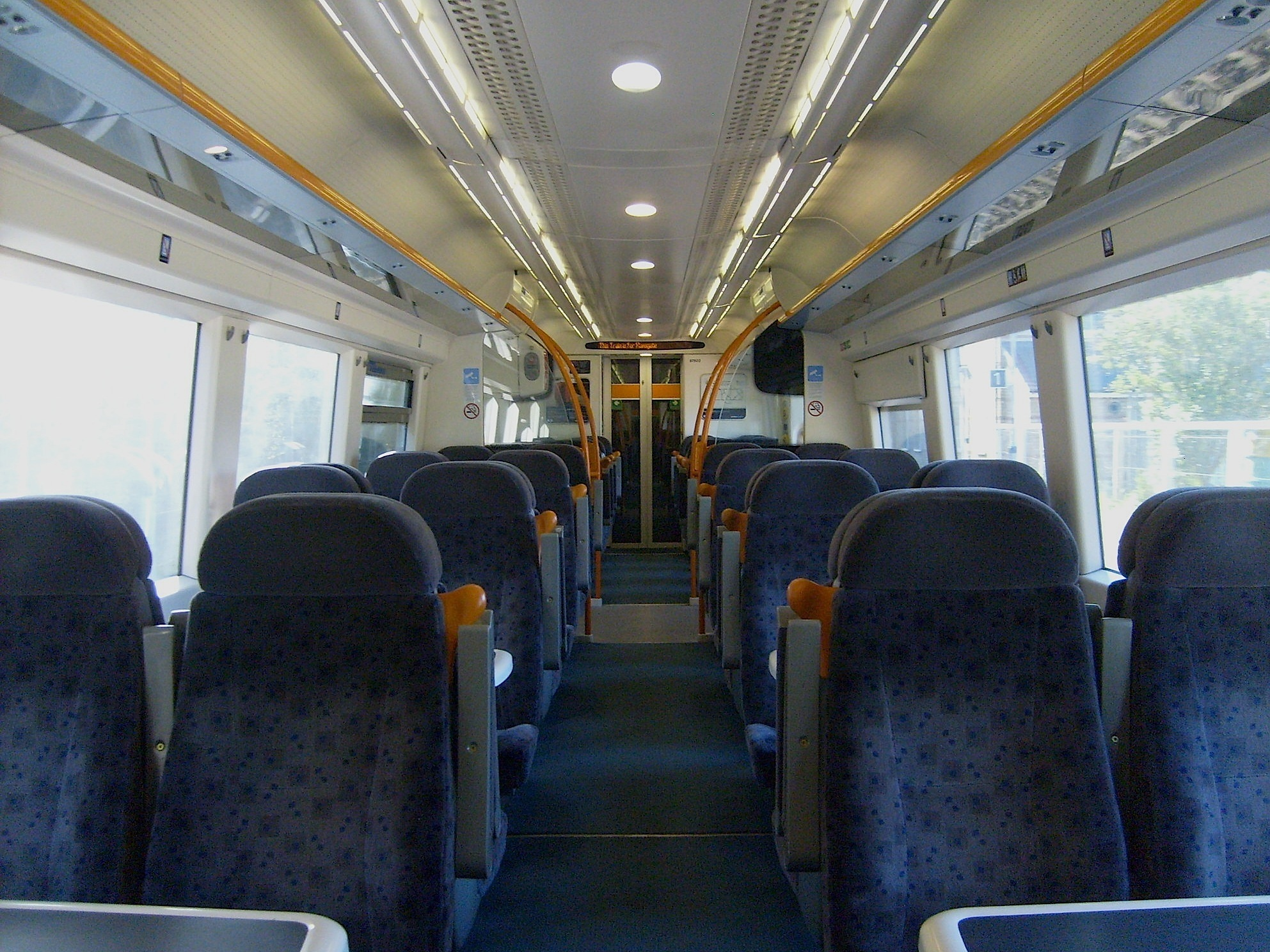
L'aménagement en classe standard d'une rame Class 375 Electrostar Southeastern, montrant l'habillage des sièges de couleur grise.
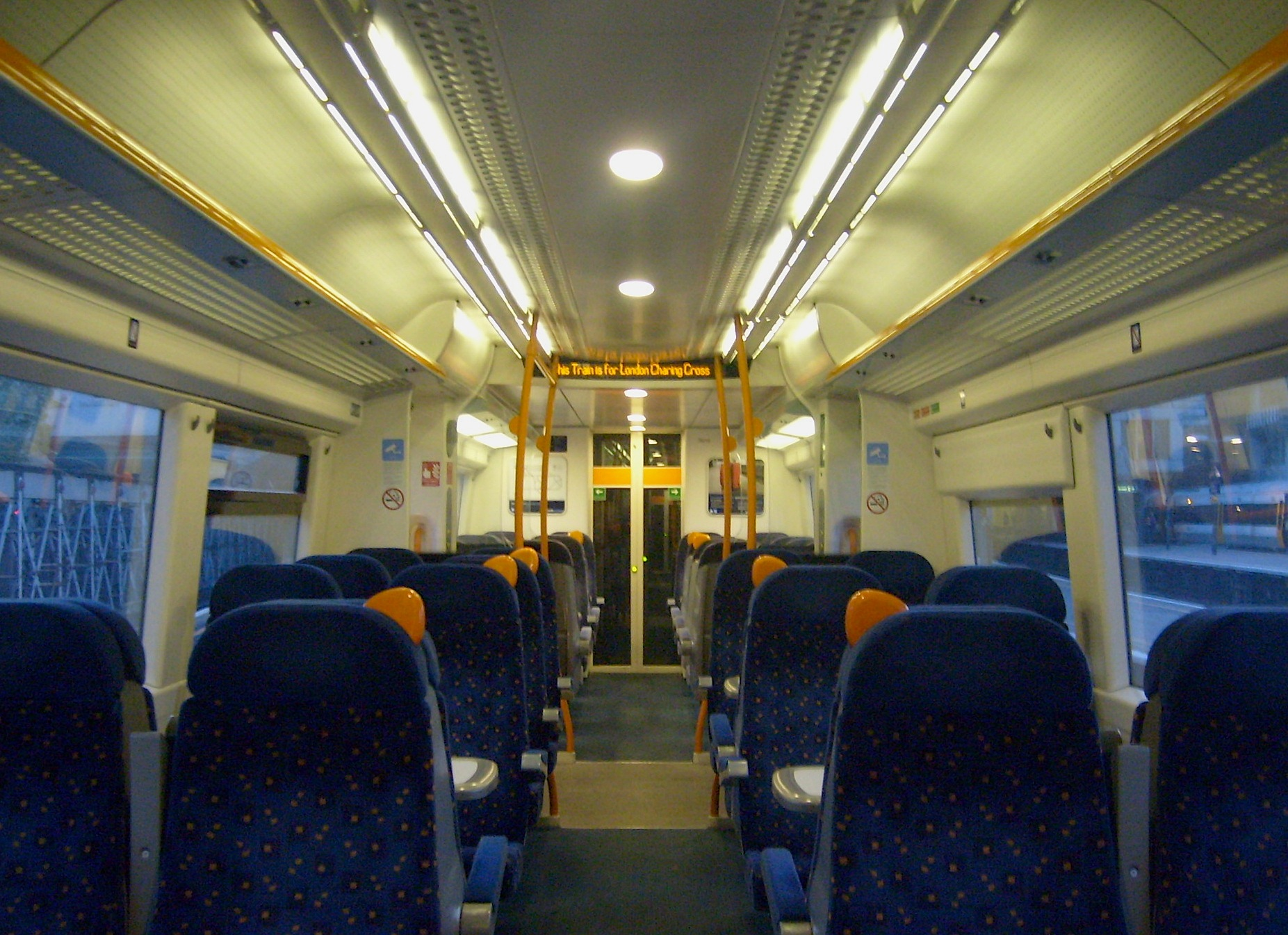
L'aménagement en classe standard d'une rame Class 375 Electrostar Southeastern, montrant l'habillage des sièges de couleur bleue.
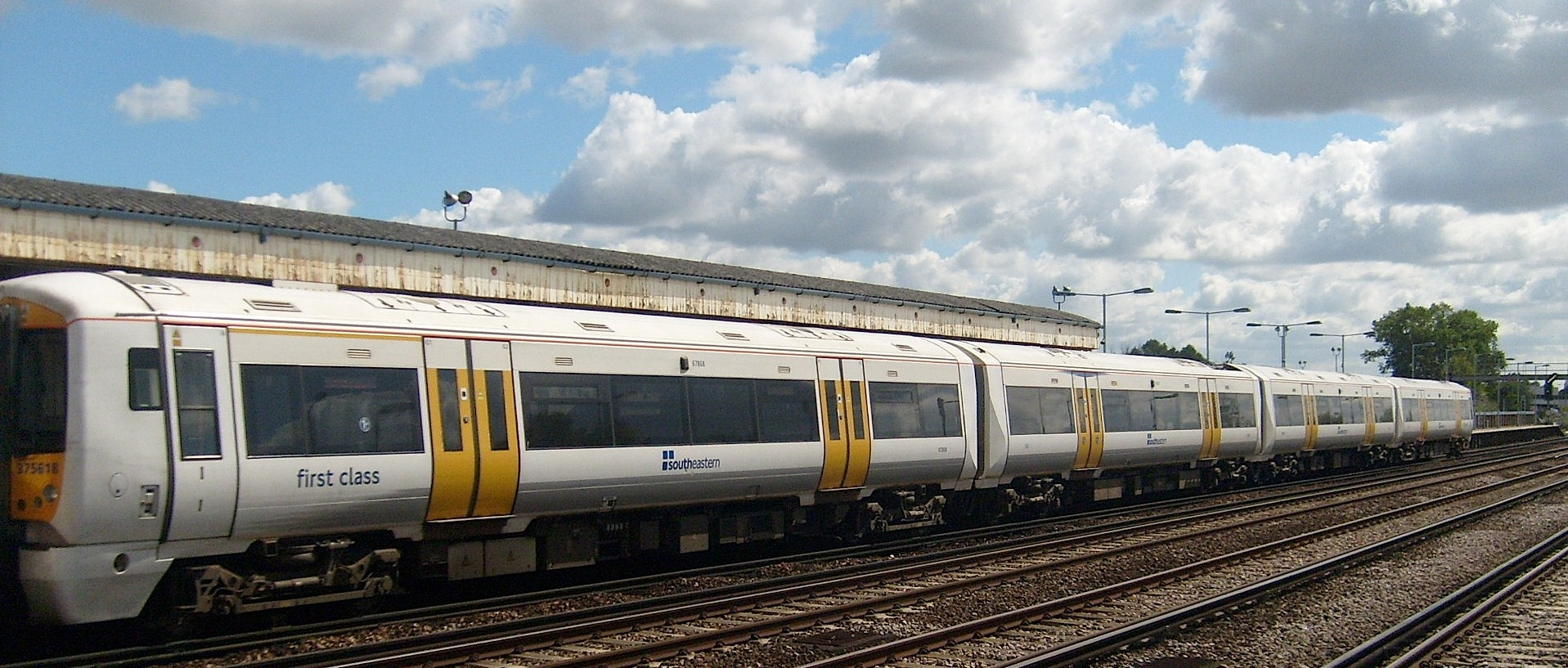
La rame Class 375/6 Electrostar Southeastern n° 375618 à Paddock Wood.
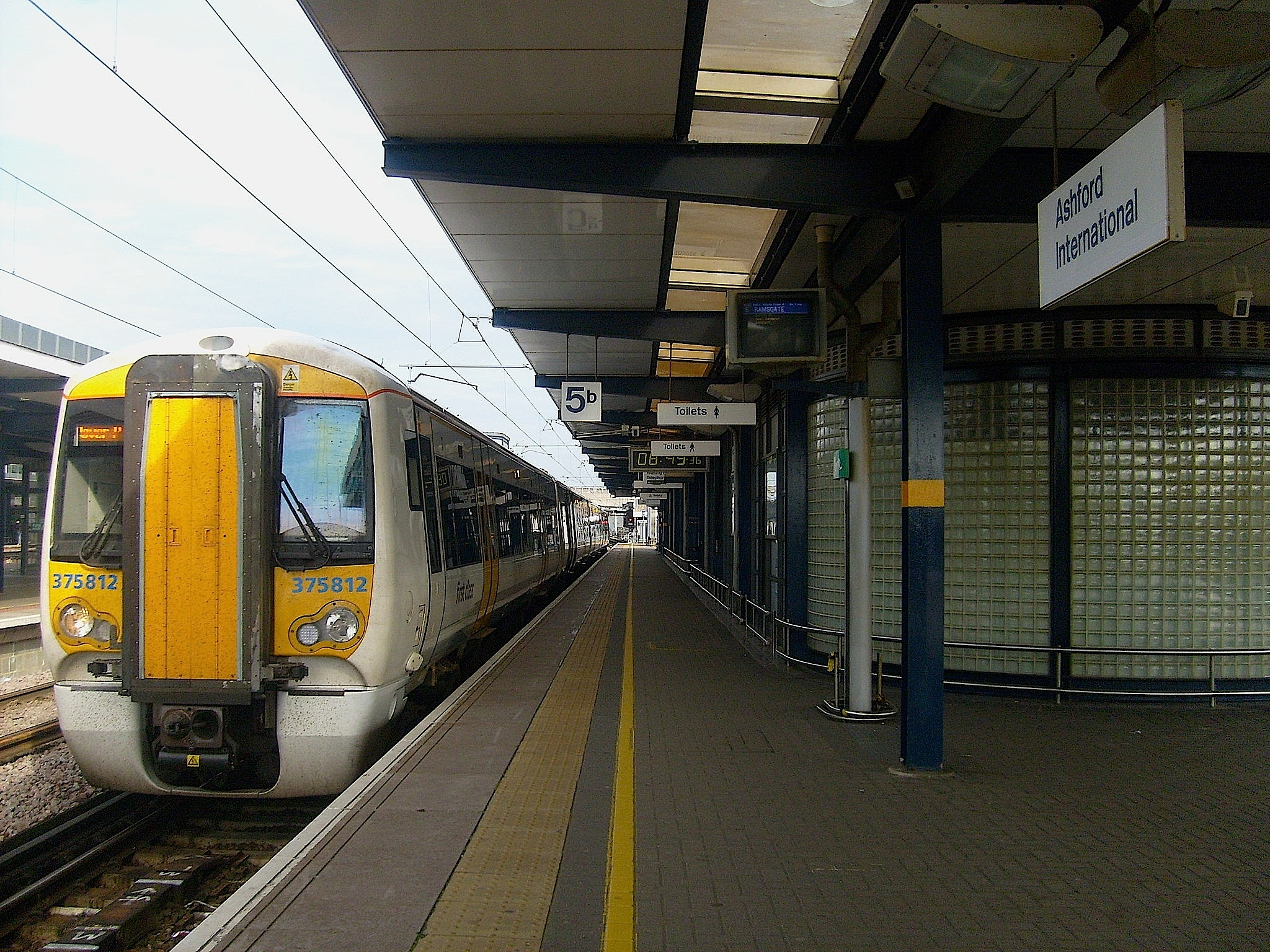
La rame Class 375/8 Electrostar n° 375812 à Ashford International.
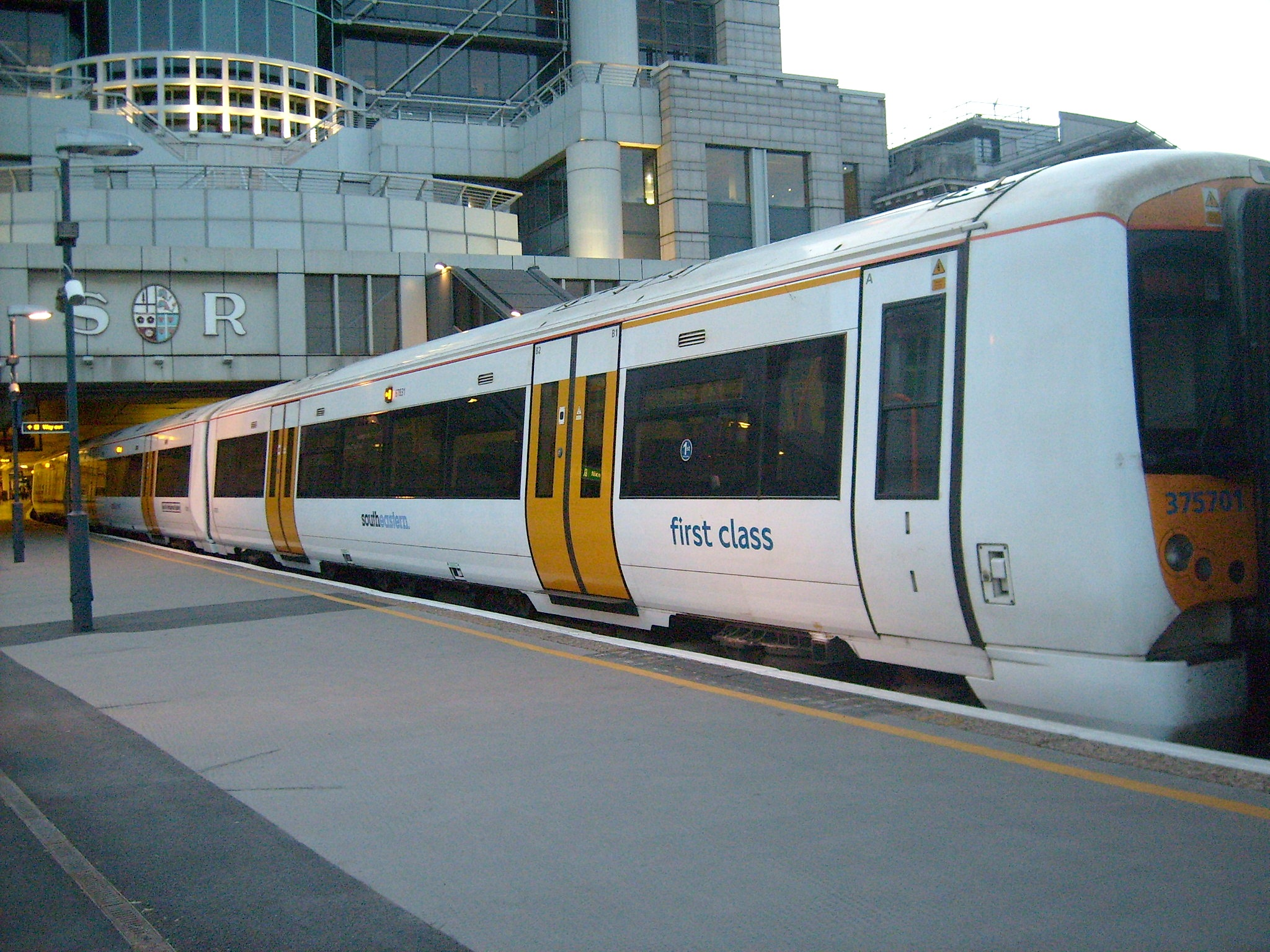
La rame Class 375/7 Electrostar n° 375701 à London Charing Cross. Note : les bandes grises de cette rame ont été enlevées.
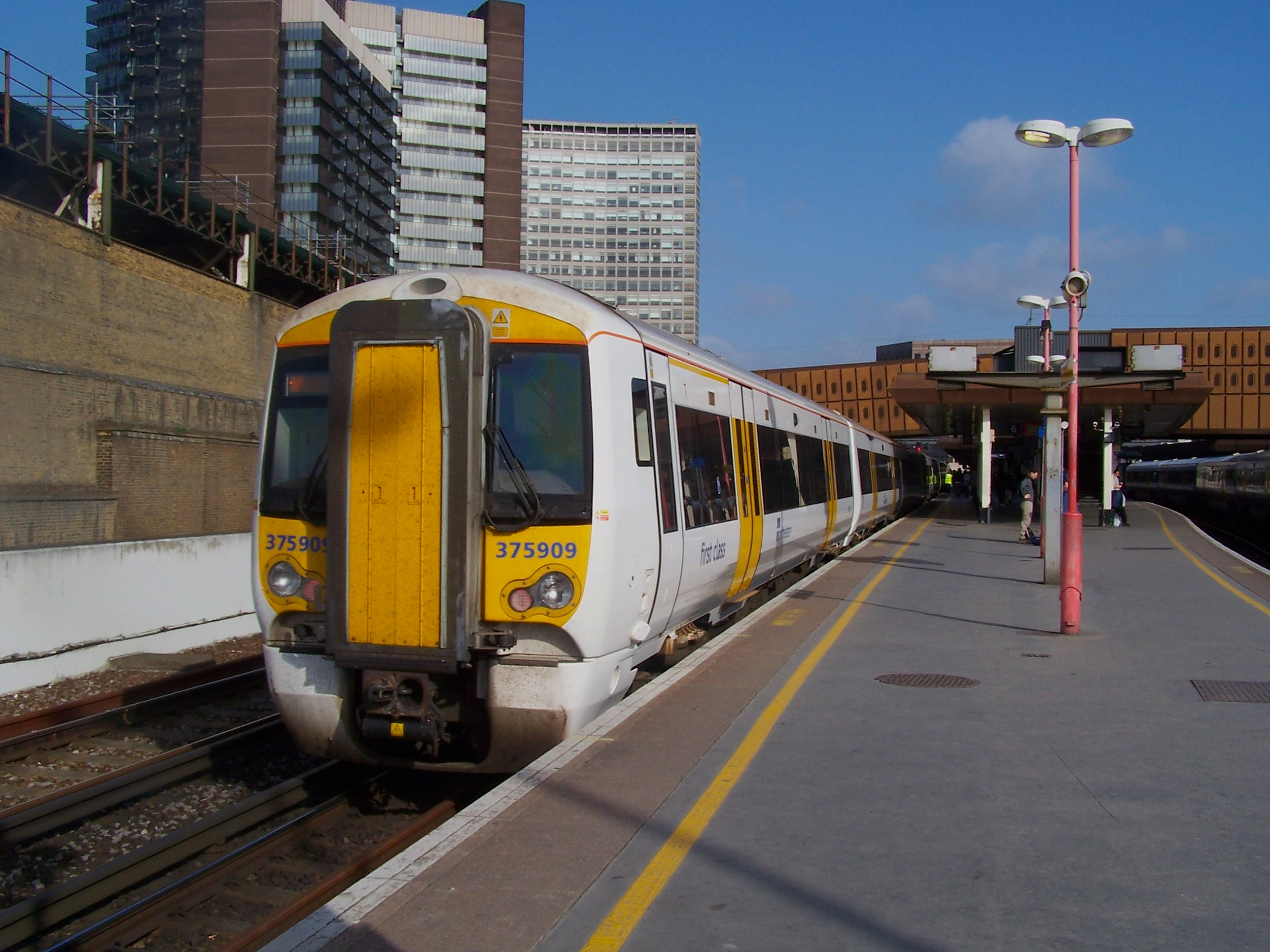
La rame Class 375/9 Electrostar Southeastern n° 375909 à London Bridge.